# Acquatinta
L'acquatinta è una tecnica di incisione indiretta su metallo (rame o zinco) che consiste nell'arricchire una matrice di toni chiaroscuri. È complementare dell'acquaforte.

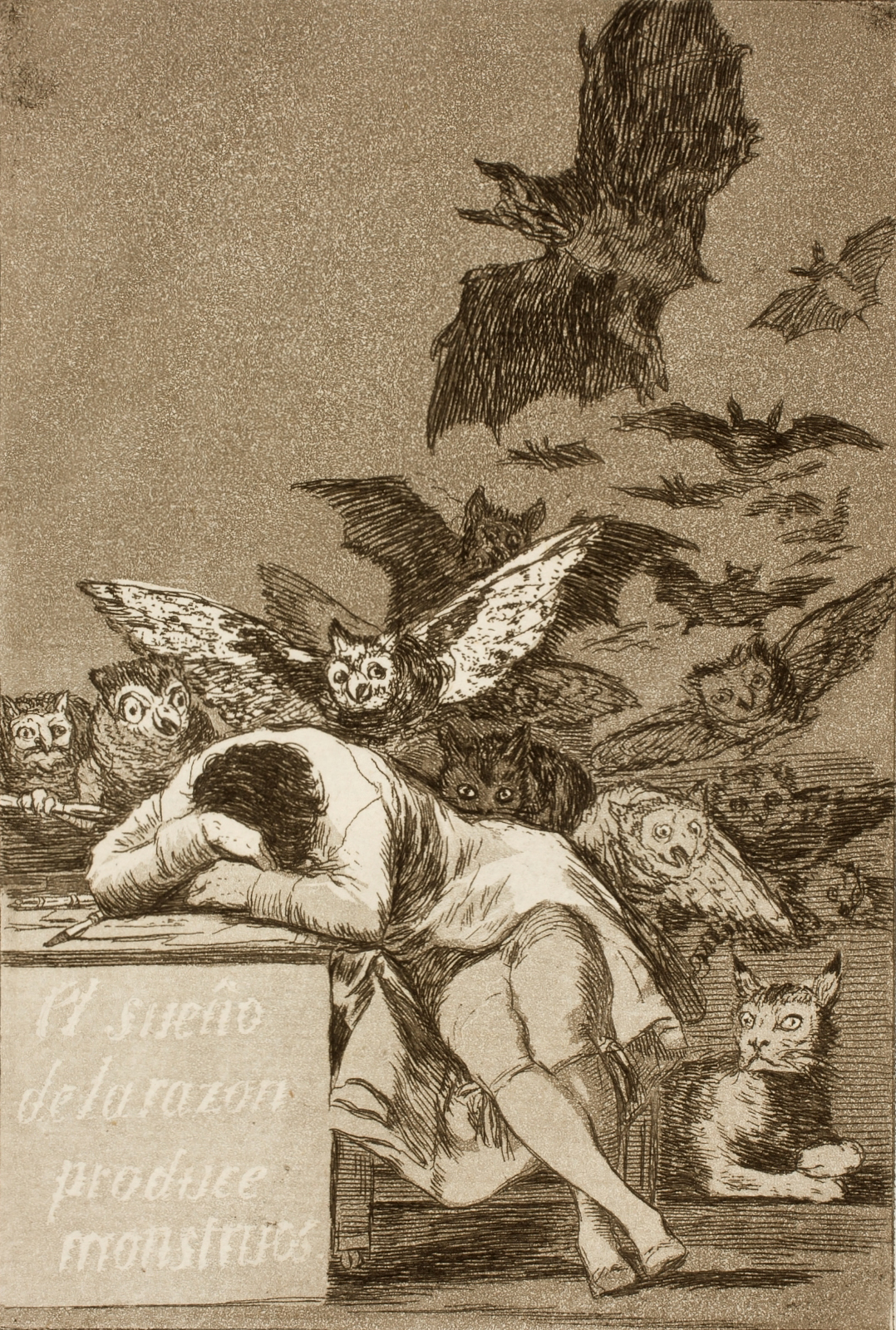
Goya - El sueño de la razón, Il sonno della ragione genera mostri, da Los Caprichos 1799

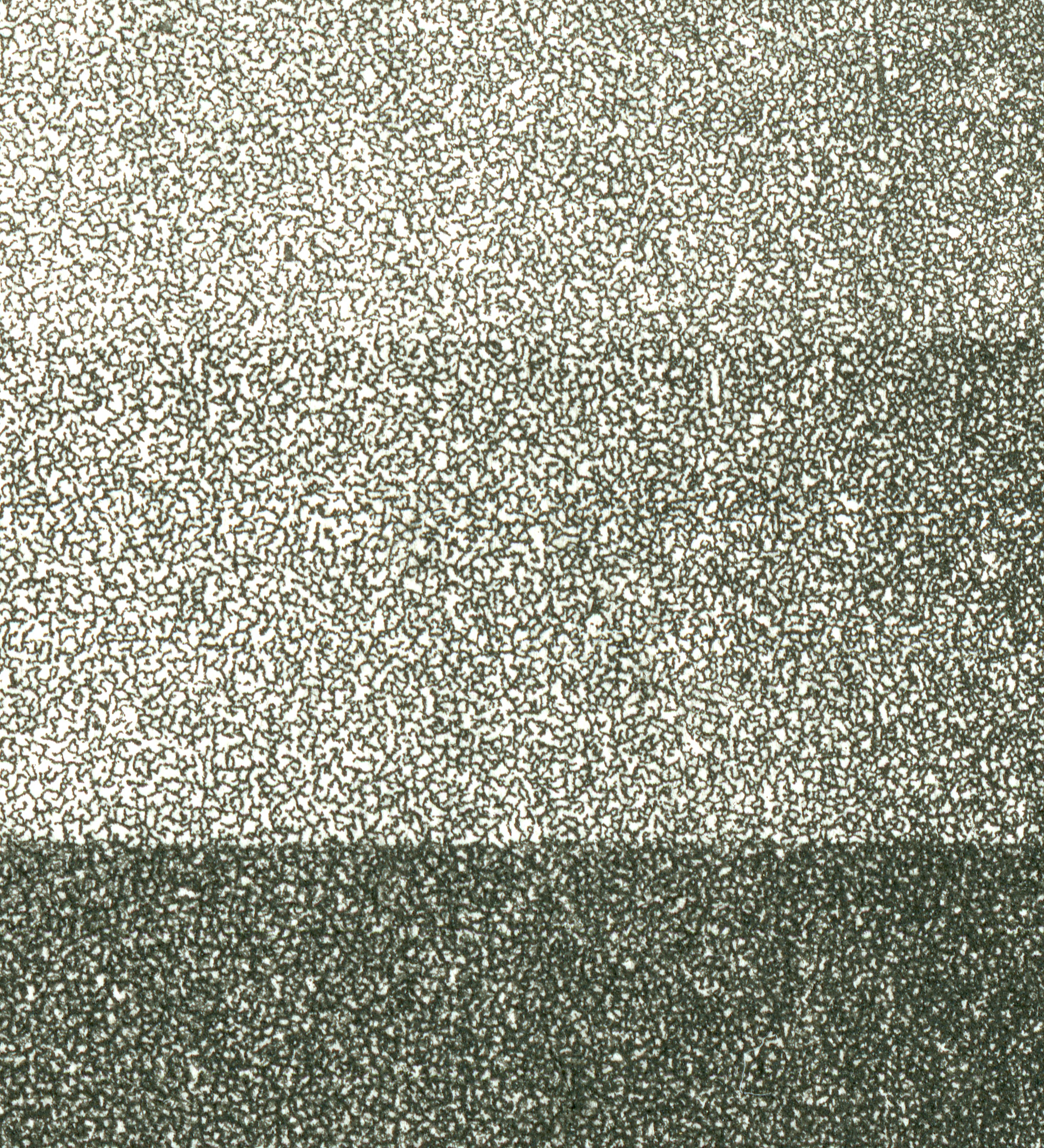
Acquatinta ingrandita otto volte.

Si cosparge la lastra di polvere di bitume oppure di colofonia, si scalda leggermente in modo che aderisca per fusione facendo in modo che al momento dell'acidatura vengano corrosi solamente gli spazi tra i granellini di polvere producendo una superficie ruvida (tipo granito) che tratterrà l'inchiostro a seconda del tipo di morsura che è stata fatta. Ottenuta la granitura si disegnerà in negativo.
Le parti che si vogliono bianche vanno ricoperte di vernice.
Con l'acquatinta è possibile fare, anche in una stessa matrice, graniture differenti usando polveri di diversa grossezza e con ripetute morsure. Le prove a stampa (e la tiratura definitiva) ottenute durante queste lavorazioni sono definite stati.

## Storia
L'inventore di questa tecnica è generalmente considerato il francese Jean Baptiste Le Prince, intorno alla metà del Settecento, anche se appare probabile che già nel secolo precedente il pittore olandese Hercules Seghers usò per le sue incisioni tecniche a metà strada fra l'acquaforte e l'acquatinta.

Altri due artisti francesi, Louis Philibert Debocourt e Jean Jazet condussero nel secolo successivo l'acquatinta ad un grado di tecnica elevato. Nello stesso periodo Francisco Goya realizzò pregevoli opere grazie a questa tecnica.
Dopo che questa tecnica fu molto in voga nel Settecento e nella prima metà dell'Ottocento, lentamente perse importanza.

## Artisti e incisori all'acquatinta
- Raffaele Albertolli
- Luigi Bartolini
- Sigfrido Bartolini
- Sergio Burzi
- Max Crivello
- Mary Cassatt
- James Gillray
- Francisco Goya
- Mario Pauletto
- Ignatius van der Stock
- Félicien Rops

## Galleria d'immagini

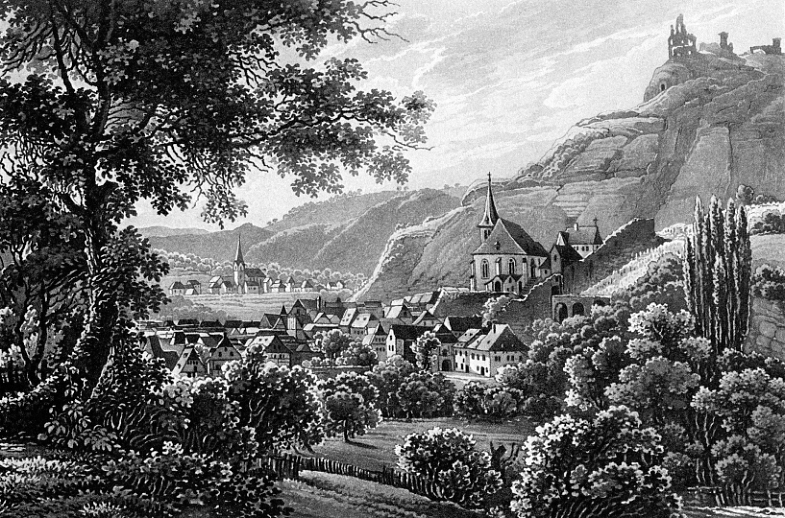
Acquatinta di Karl Bodmer
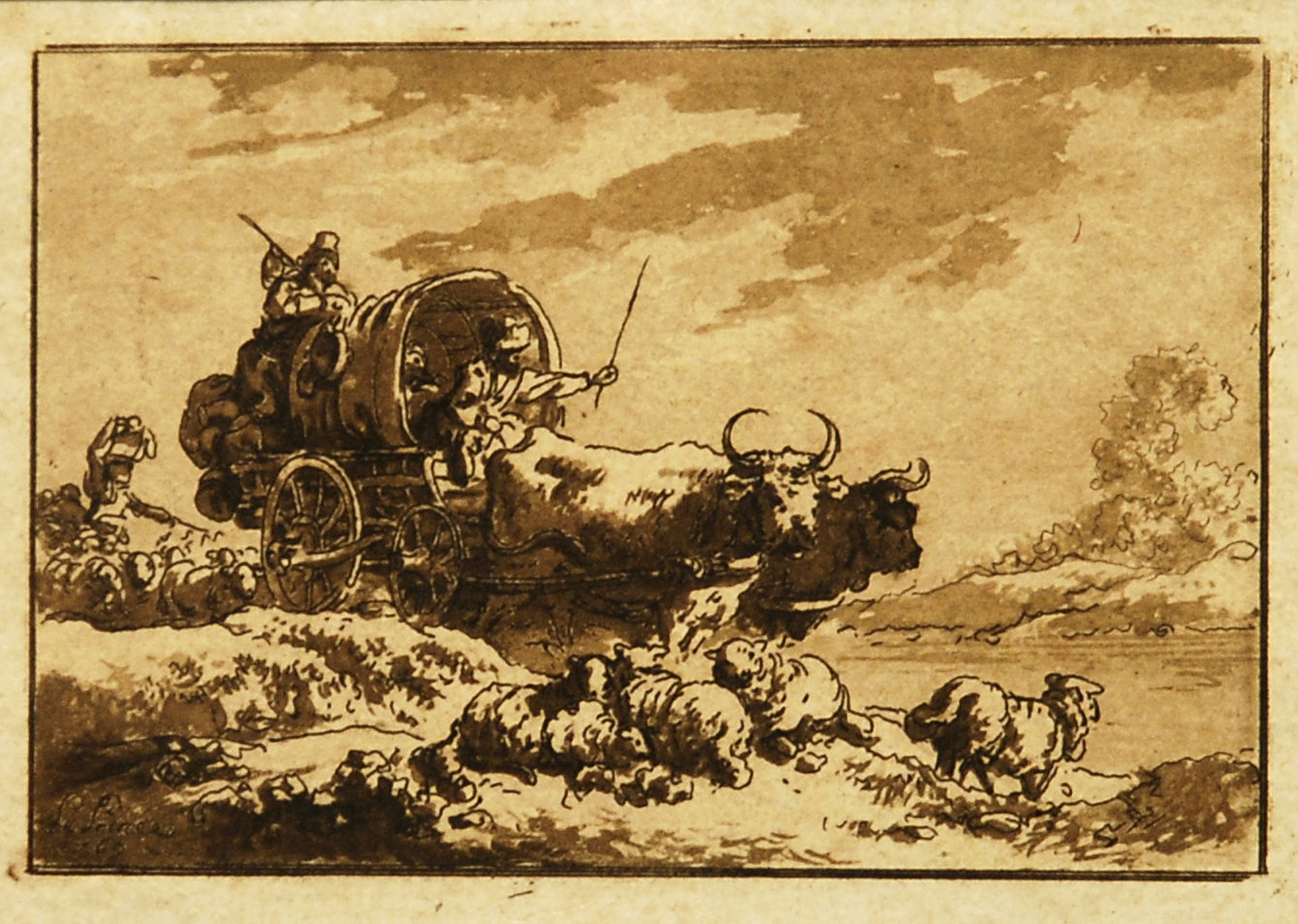
Acquatinta di Jean Baptiste Le Prince
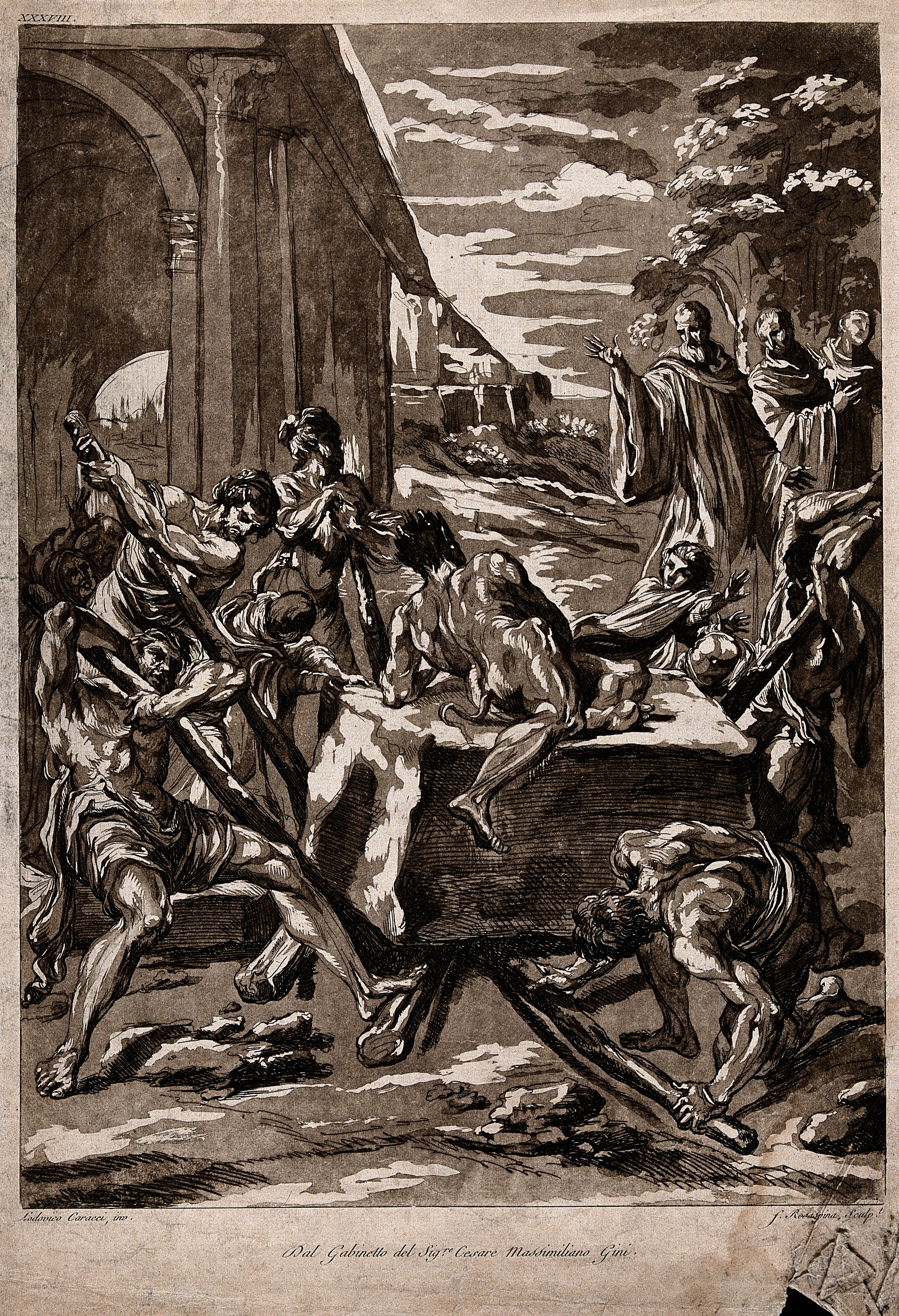
Acquatinta di Francesco Rosaspina
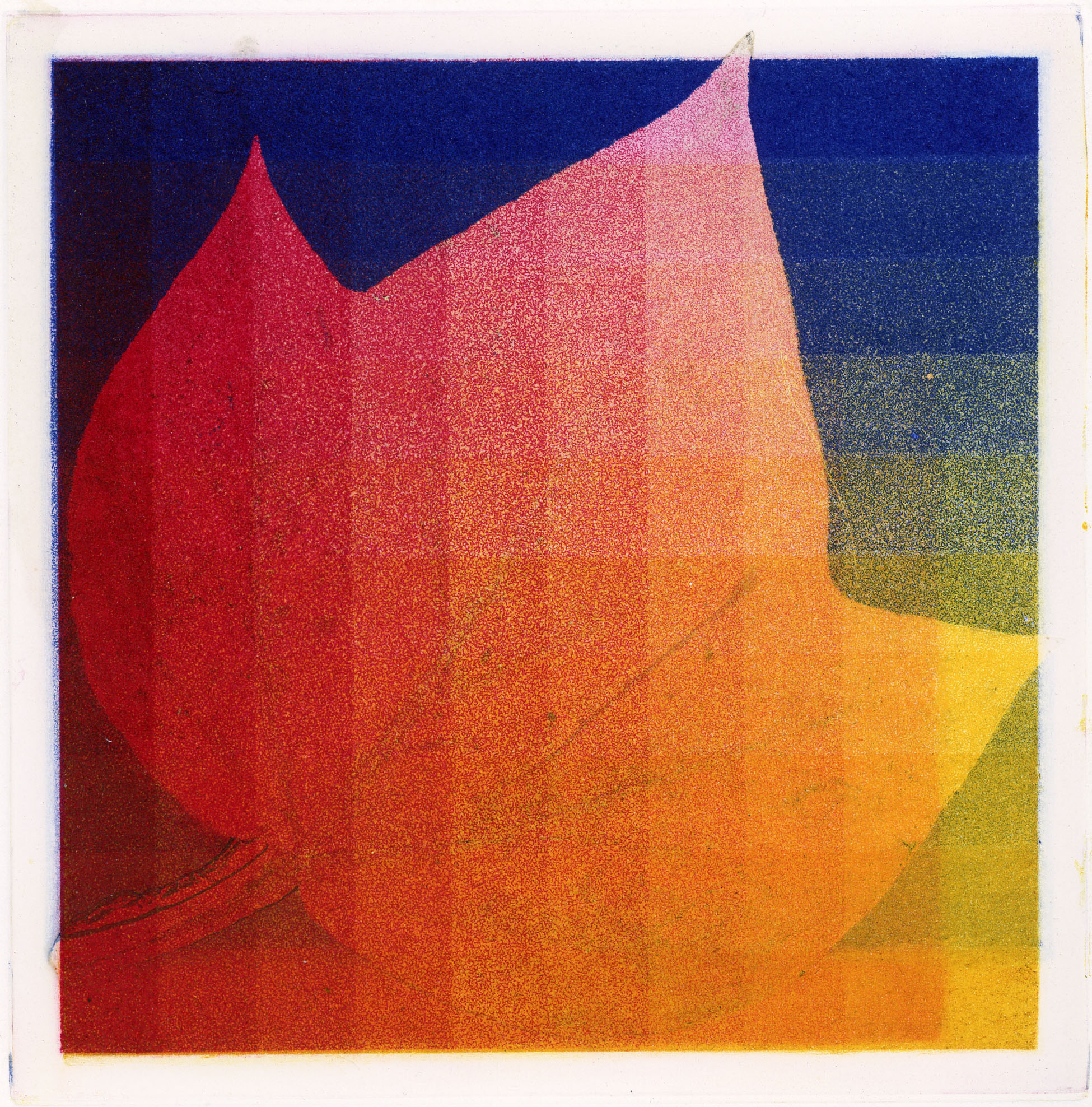
Acquatinta a 3 colori cm. 15x15